# Ansar al-Islam
Ansar al-Islam (Arabisch: أنصار الإسلام) was een Koerdische militante organisatie in Irak en Syrië. Het was in 2001 opgericht als een salafistische beweging die een strikte vorm van sharia hanteerde. Tijdens de invasie in Irak in 2003 vocht de organisatie tegen de Amerikaanse troepen en de Peshmerga van de KDP en de PUK.
Ansar al-Islam is na betrokkenheden in de Syrische Burgeroorlog in 2014 opgegaan in de Islamitische Staat in Irak en de Levant. Niet alle leden van Ansar al-Islam waren het hier mee eens en vechten verder onder de naam van Ansar al-Islam.
Ansar al-Islam wordt door de Verenigde Staten, Verenigd Koninkrijk, Australië. Canada en Israël als een terroristische organisatie gezien.